# Lulu live
Lulu live ist die Zaimoglu/Senkel-Fassung von Frank Wedekinds Lulu, welche 2005 unter der Regie von Luk Perceval u. a. besetzt mit Julia Jentsch, Hildegard Schmahl und Annette Paulmann an den Münchner Kammerspielen uraufgeführt wurde. Die Uraufführung fand am 22. Oktober 2005 statt.
Perceval schuf überdies einen 90-minütigen Film über die Aufführung.

## Inhalt
Lulu ist in der 2005er Fassung eine Web-Prostituierte, die in einem Chatroom mit Webcam Wünsche von Freiern ausführt.

## Aufnahme
Das Nachrichtenmagazin Der Spiegel sprach von einer „zeitgemäß-verstörende(n) Version“ von Wedekinds Lulu: „Die schweinischen Internet-Dialoge zwischen Kunden und Angestellten (würden) auf eine Leinwand projiziert, hinter der sich das wahre, traurige Leben von Freiern und virtuellen Prostituierten abspielt(e).“ Silvia Stammen von der Neuen Zürcher Zeitung zeigte sich immerhin von der Aussage der Fassung angetan und resümierte: „In einer Welt ohne Nähe, in der Berührung nur noch als virtueller Warentausch inszeniert wird, kann es keine Erlösung geben, weil nicht einmal das Messer Jack the Rippers mehr sein Opfer findet.“ Auch Lena Schmalisch von Kunst im Kontext sah „ein zeitkritisches realistisches Bild dieser Problematik deutlich“ werden, beklagte aber auch einen „Identitätsverlust der Schauspieler, auch im Hinblick auf die Figur der Lulu“. Der Zuschauer werde „in die Verantwortung gezogen, selbst Stellung zu beziehen“ Wolf Banitzki von theaterkritik.de zeigt sich wenig überzeugt von dem Stück, sah aber „Perceval, der zweifellos sehr ambitioniert nach neuen Formen sucht, die das Theater seiner Meinung nach braucht (und) ein Werk, welches vorgibt, mit den Sehgewohnheiten zu brechen“.